# Pseudogastromyzon elongatus
Pseudogastromyzon elongatus är en fiskart som först beskrevs av Mai, 1978.  Pseudogastromyzon elongatus ingår i släktet Pseudogastromyzon och familjen grönlingsfiskar. IUCN kategoriserar arten globalt som otillräckligt studerad. Inga underarter finns listade i Catalogue of Life.